# Hibbertia spicata
Hibbertia spicata är en tvåhjärtbladig växtart. Hibbertia spicata ingår i släktet Hibbertia och familjen Dilleniaceae.

## Underarter
Arten delas in i följande underarter:
- H. s. leptotheca
- H. s. spicata